# Listă de plante medicinale - T

A - Ă - Â - B - C - D - E - F - G - H - I - Î - J - K - L - M - N - O - P - Q - R - S - Ș - T - Ț - U - V - X - Y - Z
| Plantă                        | Denumire latină        | Proprietăți vindecătoare |
| ----------------------------- | ---------------------- | ------------------------ |
| Talpa gâștei (spanac porcesc) | Chenopodium hybridum   |                          |
| Tătăneasă                     | Symphytum officinale   |                          |
| Tei                           | Tilia cardama          |                          |
| Traista ciobanului            | Capsella bursa-patoris |                          |
| Trei frați pătați             | Viola declinata        |                          |
| Trifoiște                     | Menyanthes trifoliata  |                          |
| Troscot                       | Polygonum aviculare    |                          |
| Turiță mare                   | Agrimonia cupatoria    |                          |
| Țintaură                      | Centarium umbellatum   |                          |